# 3687 Дзус
3687 Дзус (3687 Dzus) — астероїд головного поясу, відкритий 7 жовтня 1908 року.
Тіссеранів параметр щодо Юпітера — 3,273.